# Llista de governadors de Melilla

Actual bandera de Melilla

Actual escut de Melilla

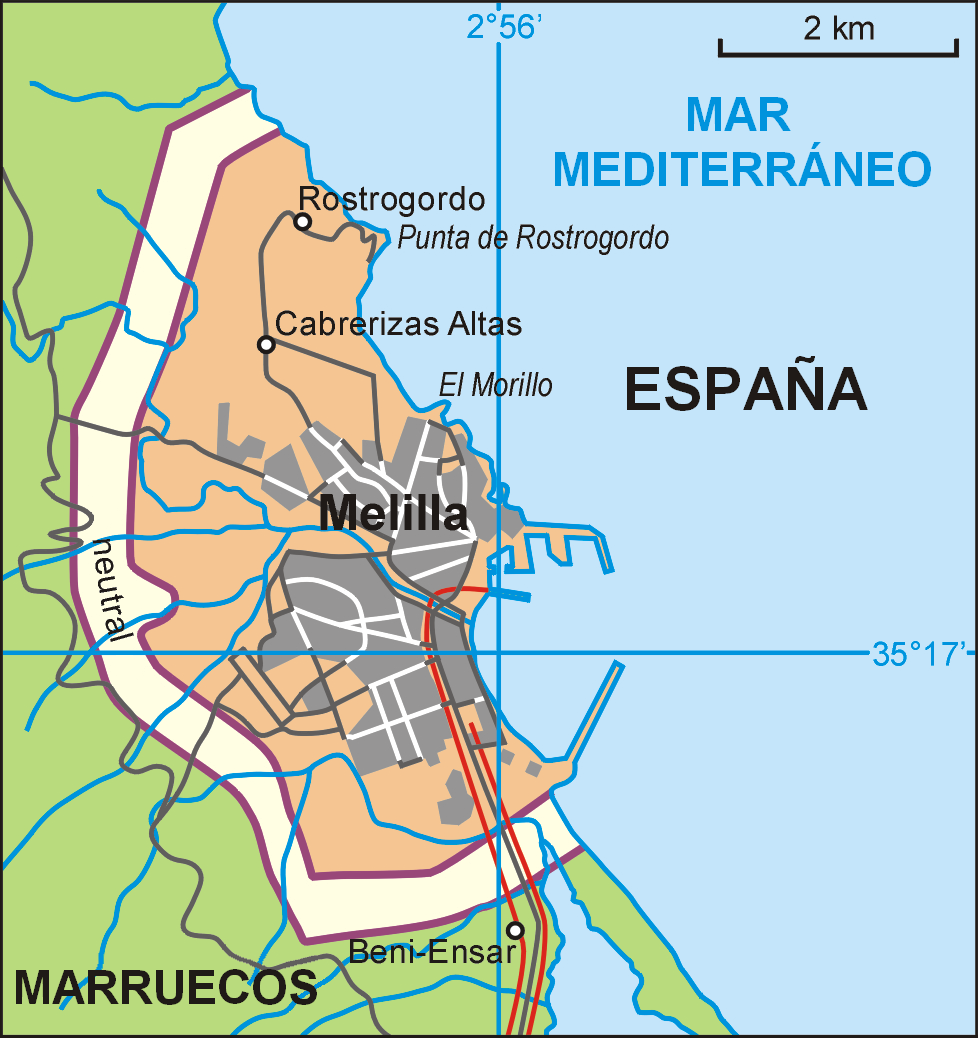
Mapa de Melilla

Aquesta és la llista de governadors i administradors locals de Melilla, un enclavament espanyol a l'Àfrica del Nord, antiga plaça de sobirania i actualment comunitat autònoma d'Espanya.

## Llista

### Governadors 1497-1703
- (desconegut) 1497-1556
- Alonso de Urrea 1556-1559
- (desconocido) 1559-1561
- Pedro Venegas de Córdoba 1561-1568
- Francisco Sánchez de Córdoba 1568-1571
- Antonio de Tejada 1571-1595
- Jerónimo de los Barrios 1595-6
- Martín Dávalos y Padilla 1596-1601
- (desconegut) 1601-3
- Pedro de Herrida 1603-1611
- Domingo de Dieguez 1612-1617
- Gaspar de Mondragón 1617-8
- Domingo de Ochoa 1618-9
- Diego de Leyva 1619-20
- Francisco Rodríguez de Sanabria 1620-22
- Francisco Ruíz 1622-4
- Luis de Sotomayor 1625-1632
- Pedro Moreo 1632-3
- Tomás Mejía de Escobedo 1633-1635
- (desconegut) 1635-1637
- Gabriel de Penalosa y Estrada 1637-1648
- Luis de Sotomayor 1649
- Jordán Jerez 1649-1650
- Pedro Palacio y Guevara 1651-1655
- Diego de Arce 1655-1656
- Luis de Velázquez y Angulo 1656-1669
- Francisco Osorio de Astorga 1669-1672
- Diego de Arce 1672-1674
- José Frías 1675-1680
- Diego Toscano y Brito 1680-1683
- Diego Pacheco y Arce 1684-6
- Francisco López Moreno 1687
- Antonio Domínguez de Durán 1687-1688
- Bernabé Ramos y Miranda 1688-1691
- Antonio de Zúñiga y la Cerda 1692-1697
- Domingo Canal y Soldevila 1697-1703

### Governadors 1704-1912
- Blas de Trincheria 1704-1707
- Diego de Flores 1707-1711
- Juan Jerónimo Ungo de Velasco 1711-1714
- Patricio Gómez de la Hoz 1714-5
- Pedro Sansón, comte de Desallois 1715-1716
- Pedro Borrás 1716-1719
- Francisco Ibáñez y Rubalcava 1719
- Alonso de Guevara y Vasconcelos 1719-1730
- Juan Andrés del Thoso 1730-1732
- Antonio Villalba y Angulo 1732-1757
- Francisco de Alba 1758-1758
- Narciso Vázquez y Nicuesa 1758-1767
- Miguel Fernández de Saavedra 1767-1772
- José Carrión y Andrade 1772-1777
- Bernardo Tortosa 1777-1779
- Antonio Manso 1780-1782
- José Granados 1782-1786
- José Naranjo 1786-1788
- José Rivera 1788-1798
- Fernando Moyano 1798-1800
- Ramón Conti 1800-1814
- Jacinto Díaz Capilla 1814-1821
- Antonio Mateos y Malpartida 1821-1823
- Juan Pérez de Hacho y Oliván 1823-1824
- Luis Capa y Rioseco 1824-1826
- Manuel García 1826-1829
- Juan Serrano y Reyna 1829-1830
- Luis Capa y Rioseco 1830-1835 (2n cop)
- Rafael Delgado y Moreno 1835-1838
- Demetrio María de Benito y Hernández 1839-1847
- Manuel Arcaya 1847-1848
- Ignacio Chacón 1848-1850
- José de Castro y Méndez 1850-1854
- Manuel Buceta del Villar 1854-1856
- José Morcillo Ezquerra 1856-1858
- Manuel Buceta del Villar 1858-1860
- Luis Lemni Demandre de la Breche 1860-1861
- Felipe Ginovés del Espinar 1861-1862
- Manuel Álvarez Maldonaldo 1862-1863
- Thomás O'Ryan y Vázquez 1863-1864
- Bartolomé Benavides y Campuzano 1864-1866
- José Salcedo y González 1866-1868
- Pedro Beaumont y Peralta 1868-1871
- Bernardo Alemañy y Perote 1871-1873
- Andrés Cuadra y Bourman 1873-1879
- Manuel Macías y Casado 1879-1880 (1r cop)
- Angel Navascués 1880
- Evaristo García y Reyna 1881
- Manuel Macías y Casado 1881-1886 (2n cop)
- Teodoro Camino y Alcobendas 1886-1887
- Mariano de la Iglesia y Guillén 1887-1888
- Juan Villalonga y Soler 1888
- Rafael Assin y Bazán 1888-1889
- José Mirelis y González 1889-1891
- Juan García y Margallo 1891-1893
- Manuel Macías y Casado 1893-1894 (3r cop)
- Juan Arolas y Esplugues 1894
- Rafael Cerero 1894-1895
- José Alcántara Pérez 1895-1898
- José Alcántara Pérez 1898-1899
- Fernando Alameda y Liancourt 1899-904
- Venancio Hernández y Fernández 1904
- Manuel Serrano y Ruíz 1905
- Enrique Segura y Campoy 1905
- José Marina Vega 1905-1910
- José García y Aldave 1910-27 de novembre de 1912

## Alcaldes
- Gonzalo Hernández Martínez 1983-1991 (PSOE)
- Ignacio Velázquez Rivera 1991-1995 (PP)

## Alcaldes-Presidents
- Ignacio Velázquez Rivera 1995-1998(PP)
- Enrique Palacios Hernández 1998-1999 (Partit Independent de Melilla)
- Mustafa Hamed Moh Mohamed Aberchán 1999-2000 (Coalició per Melilla)
- Juan José Imbroda Ortíz 2000-actualitat (PP)

## Vicepresidents
- Cris Lozano 1999-2000 Vicepresidentde Melilla (GIL-Coalició per Melilla)
- Rafael Hernández Soler 2000-2003 Vicepresident 1r de Melilla (PSOE)
- Javier Martínez Monreal 2000-2003 Vicepresident 2b de Melilla (Unión del Pueblo Melillense-PP)
- Miguel Marín Cobos 2003-actualitat Vicepresident de Melilla i conseller de Foment, Joventut i Esports (PP)